# Campestre Villas del Álamo
Campestre Villas del Álamo es una localidad de México ubicada en el municipio de Mineral de la Reforma, en el estado de Hidalgo. Se encuentra conurbada a Pachuca de Soto y pertenece su zona metropolitana.

## Historia
El 15 de diciembre de 2008 se reconoce como localidad, oficialmente se desconurba de la localidad de Abundio Martínez (Pachuca) el 15 de marzo de 2011.

## Geografía
Se encuentra en la región geográfica de la Comarca Minera. Le corresponden las coordenadas geográficas 20° 06’ 07.378” de latitud norte y 98° 42’ 22.447” de longitud oeste, con una altitud de 2422 m s. n. m. Cuenta con un clima semiseco templado.
En cuanto a fisiografía se encuentra dentro de la provincia del Eje Neovolcánico, dentro de la subprovincia de Lagos y Volcanes de Anáhuac; su terreno es de llanura y lomerío. En lo que respecta a la hidrografía se encuentra posicionado en la región del Pánuco, dentro de la cuenca del río Moctezuma, en la subcuenca de río Tezontepec.

## Demografía
En 2010 registró una población de 5862 personas, lo que corresponde al 2.89 % de la población municipal. De los cuales 2755 son hombres y 3107 son mujeres. Tiene 1822 viviendas particulares habitadas.
| Gráfica de evolución demográfica de Campestre Villas del Álamo entre 2010 y 2020             |
|                                                                                              |
| Población de los censos y conteos del Instituto Nacional de Estadística y Geografía (INEGI). |